# Замок Неситно
Замок Неситно (пол. Zamek Niesytno, нім. Burg Nimmersath) — замок розташований на Східному хребті Качавських гір у Західних Судетах, у селі Плоніна в гміні Болькув Яворського повіту Нижньосілезького воєводства в Польщі. Замок лежить на туристичному Шляху П'ястівських Замків, на захід від замку у Болькові.   

## Історія

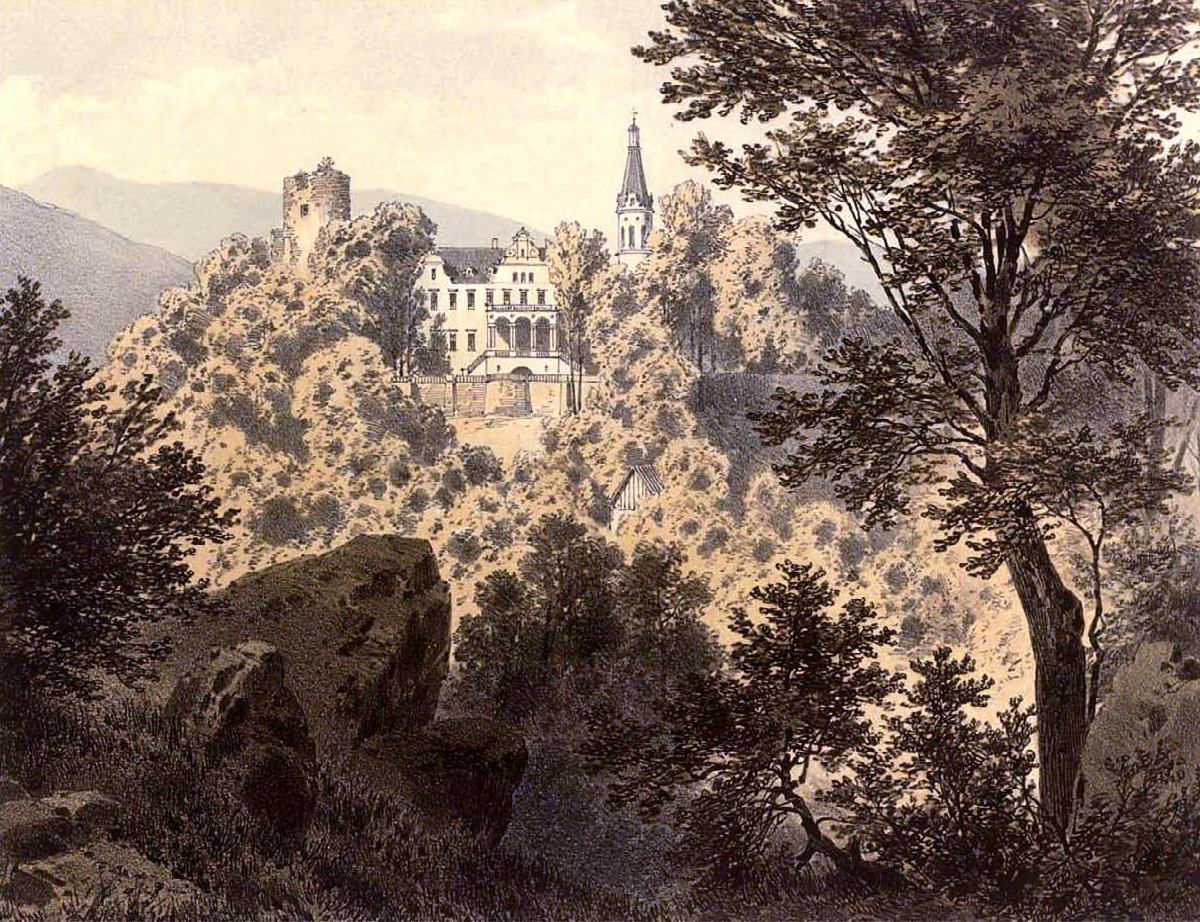
Руїни замку Неситно і палац між 1857 та 1883 роком. Літографія Александра Дункера

Вперше замок згадується у 1432 році у листі вроцлавського єпископа Конрада Олесницького до Великого магістра Тевтонського ордену. Єпископ повідомляв йому, що укріплення, яке належало лицареві Гайну фон Чірну, було зайняте під час походу міщан Вроцлава та Свідниці. З цього випливає, що замок було побудовано дещо раніше. Гіпотеза про його походження з XIII століття є малоймовірною, а найбільш імовірно, що його спорудили у другій половині XIV століття. 
Історію замку Неситно традиційно пов'язують з гуситами і розбійними лицарями, які в ньому проживали у XV столітті. Саме з того часу, ймовірно походить опис замку як "Закутку страху" (нім. "Angstwinkel"). Найбільш імовірно, що вже у 30-их роках XV століття замок перейшов у власність членів родини фон Зедліц, які прожили в ньому до середини XVII століття. 
Замок втратив свою роль резиденції у 1545 році, коли поруч із ним, на схід/південний схід від нього, члени родини фон Зедліц побудували садибу, прикрашену ренесансною кам'яною кладкою. Ця садиба, яку також багато разів перебудовували, в наш час відома як палац у Плоніні. З середини XVI століття старий замок, ймовірно, використовувався лише для господарських цілей так як складське приміщення. 
З 2010 року замок перебуває у приватній власності. У 2012 році розпочалися роботи зі зняття щебеню та реконструкції житлового будинку на території середньовічного замку. 

## Архітектура
За час існування замку його кілька разів розширювали та перебудовували. Найцікавішим його елементом є багатогранна вежа з дзьобом (подібну вежу має замок у Болькові), що знаходиться на вершині скелі та виконує функцію донжону, обладнаною в інтер’єрі т.зв. тепле приміщення. Зсередини вежа мала обширний інтер’єр, облицьований деревиною для теплоізоляції. Точний рік побудови вежі встановити неможливо, тому навколо цього питання точаться дискусії. Найбільш ймовірно, що вона була збудована у другій половині XV століття. Нижче вежі розташовується будинок замку (частково дво-, частково триповерховий), який було збудовано дещо пізніше.

## Фотогалерея

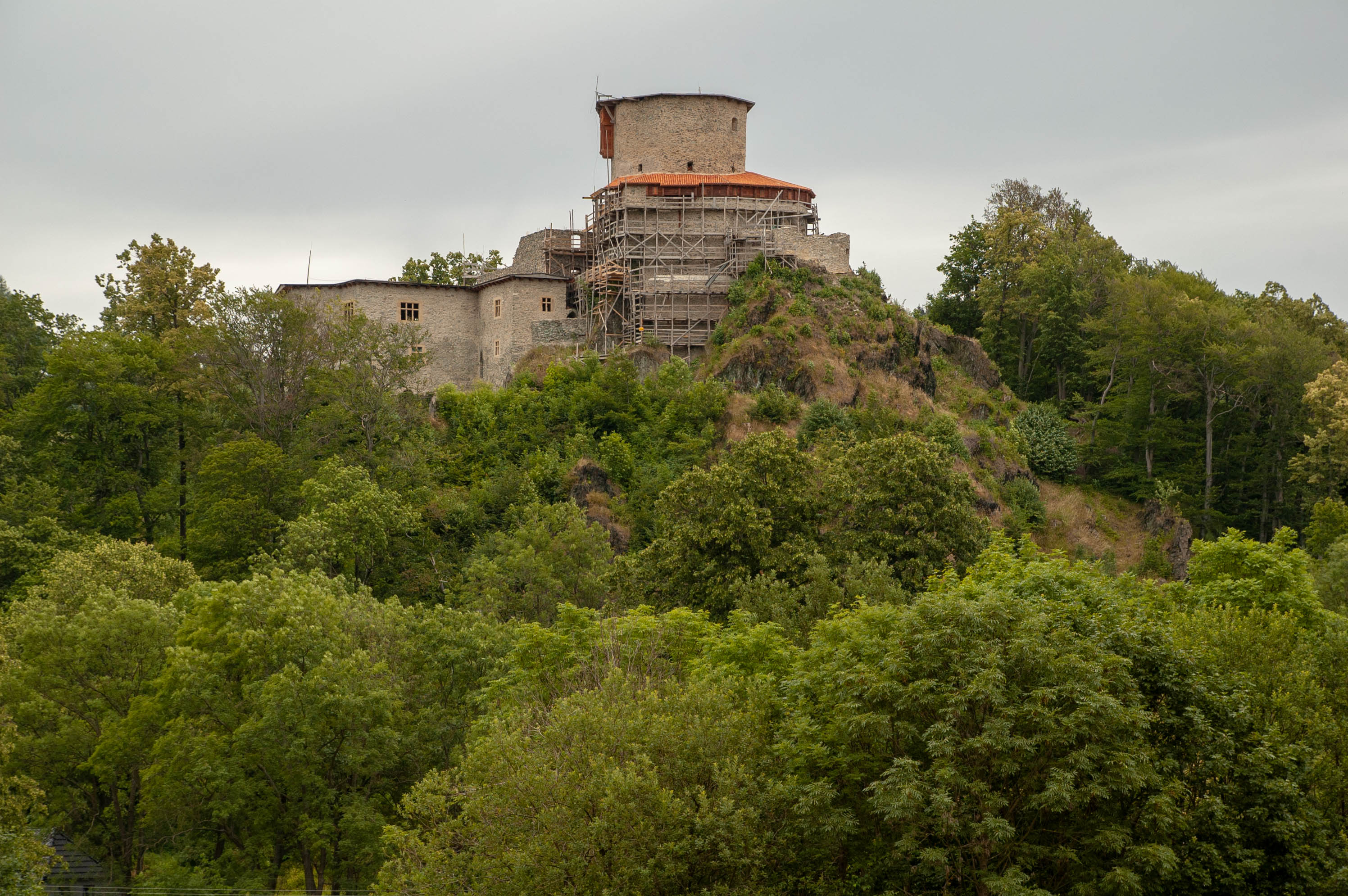
Вигляд замку під час реконструкції у 2019 році
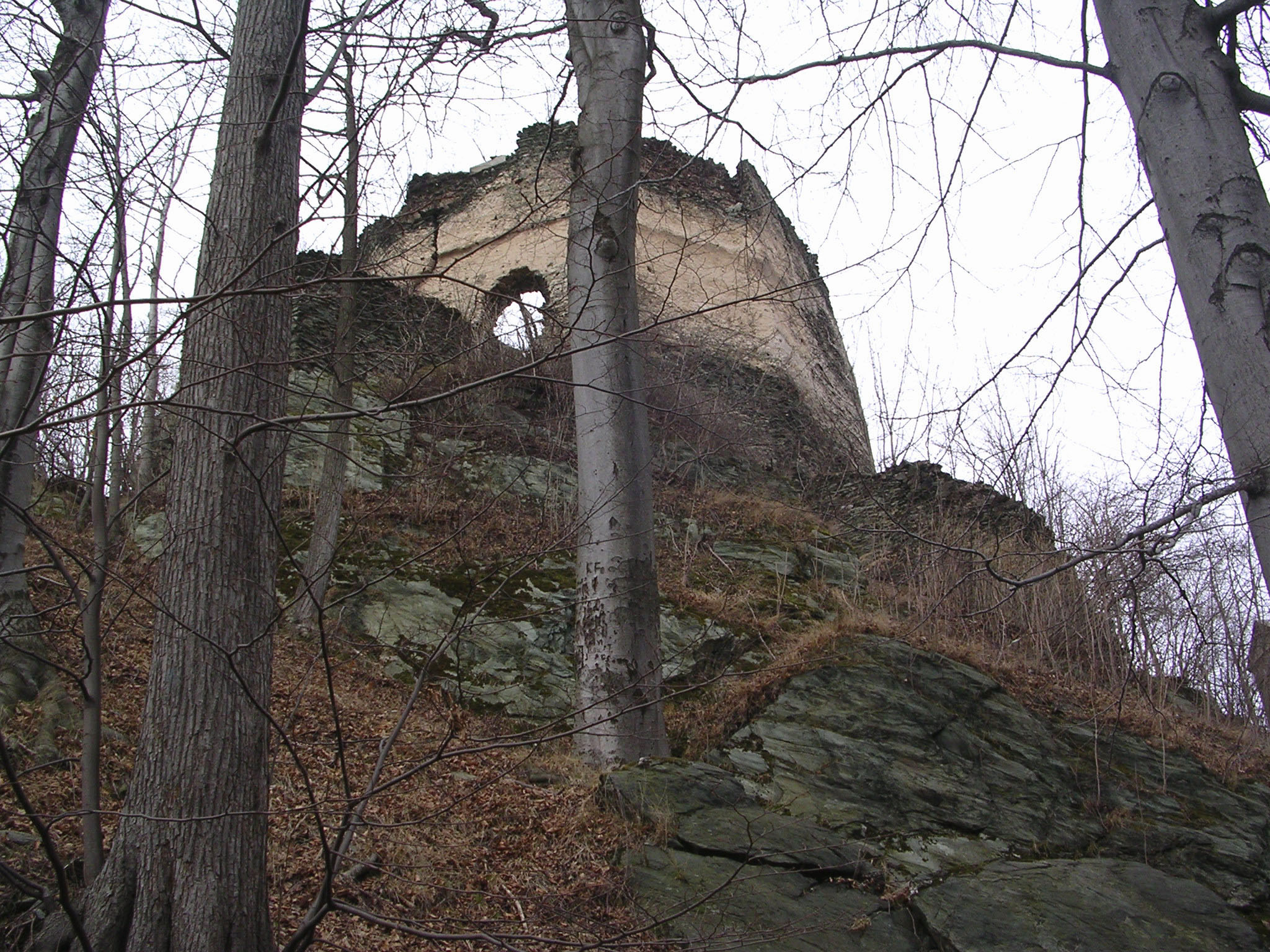
Готична замкова вежа у 2006 році
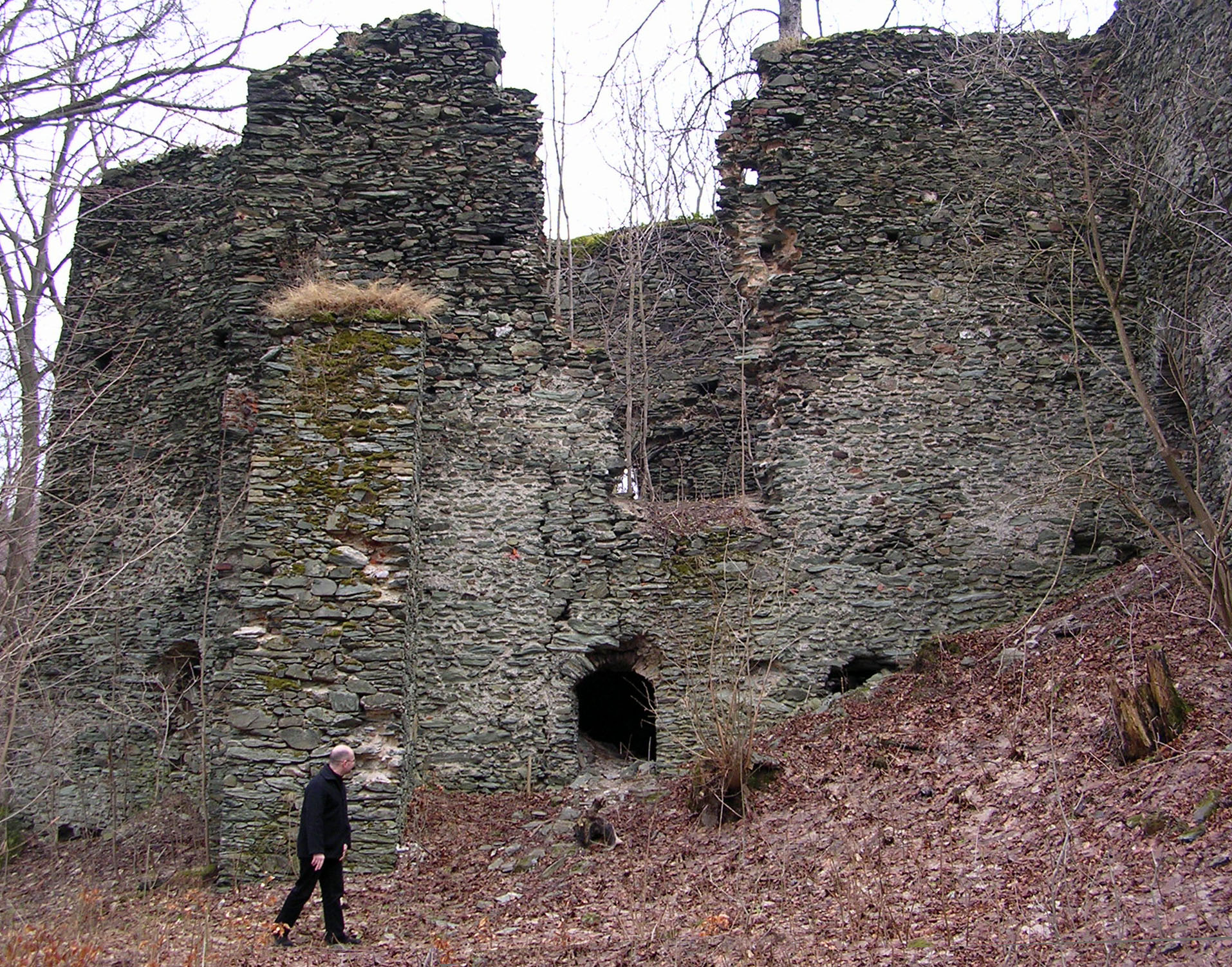
Житловий будинок замку у 2006 році. Вигляд з заходу, до реконструкції
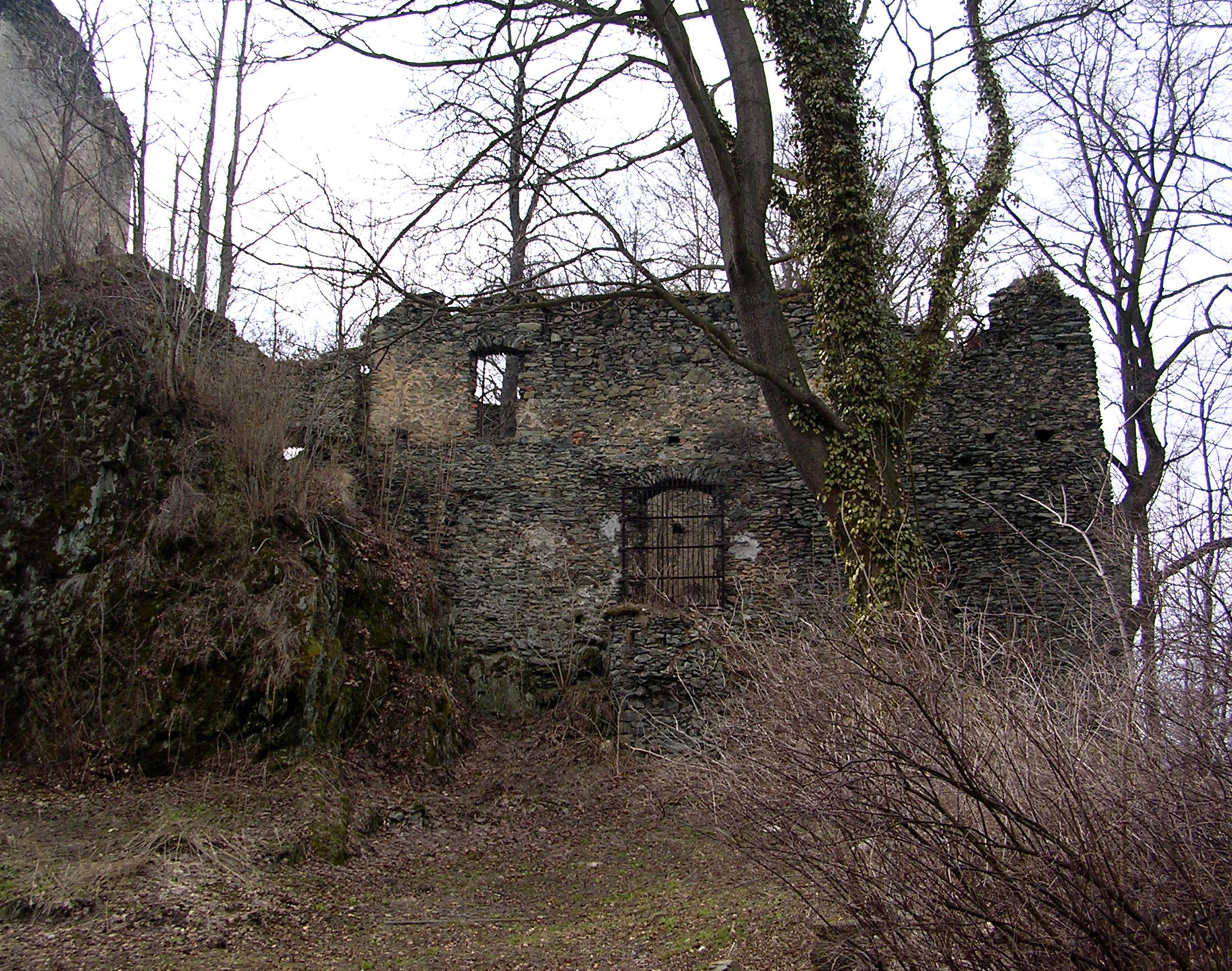
Житловий будинок замку в 2006 році. Вигляд зі сходу, до реконструкції
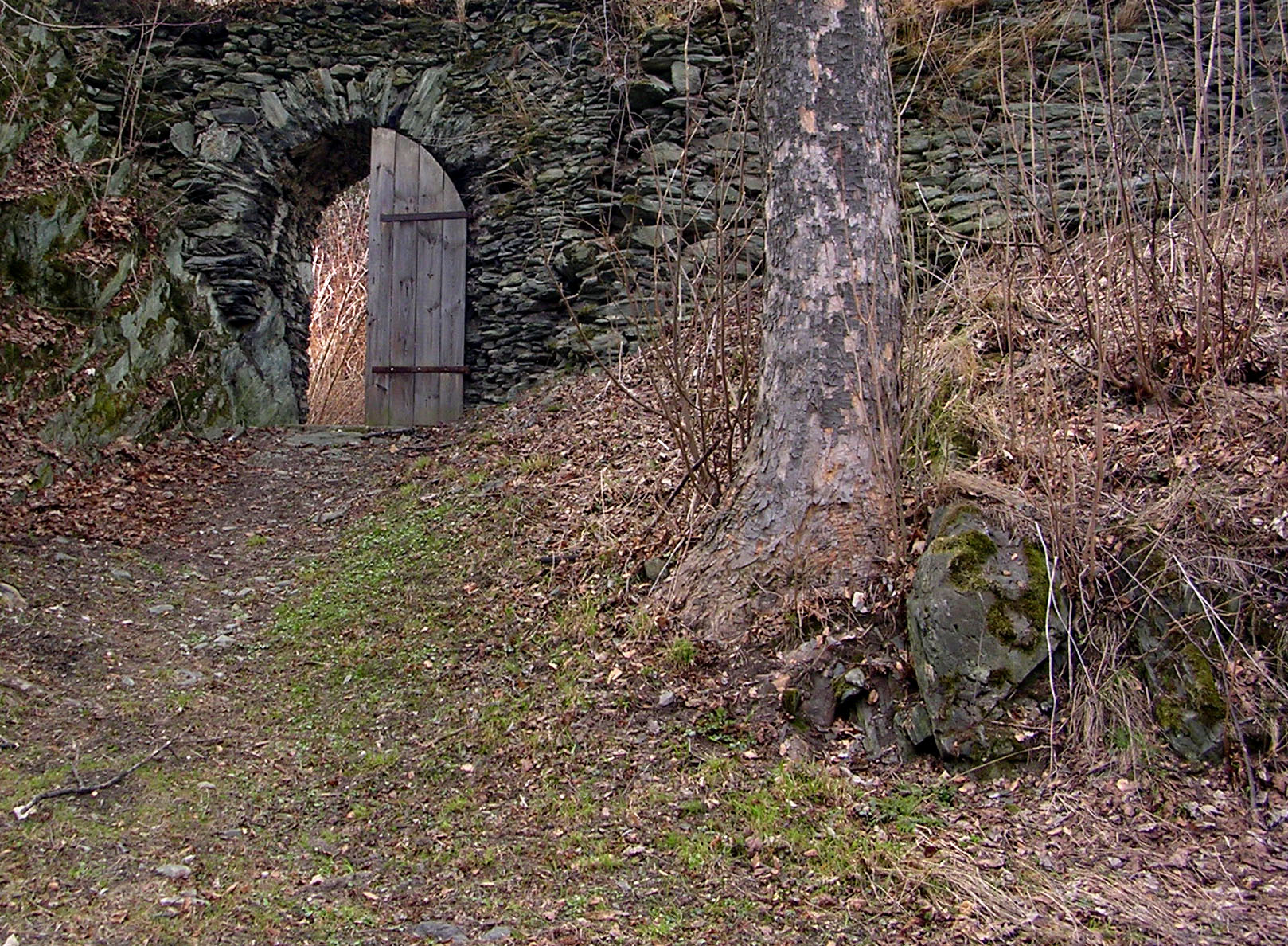
Фрагмент замку в 2006 році
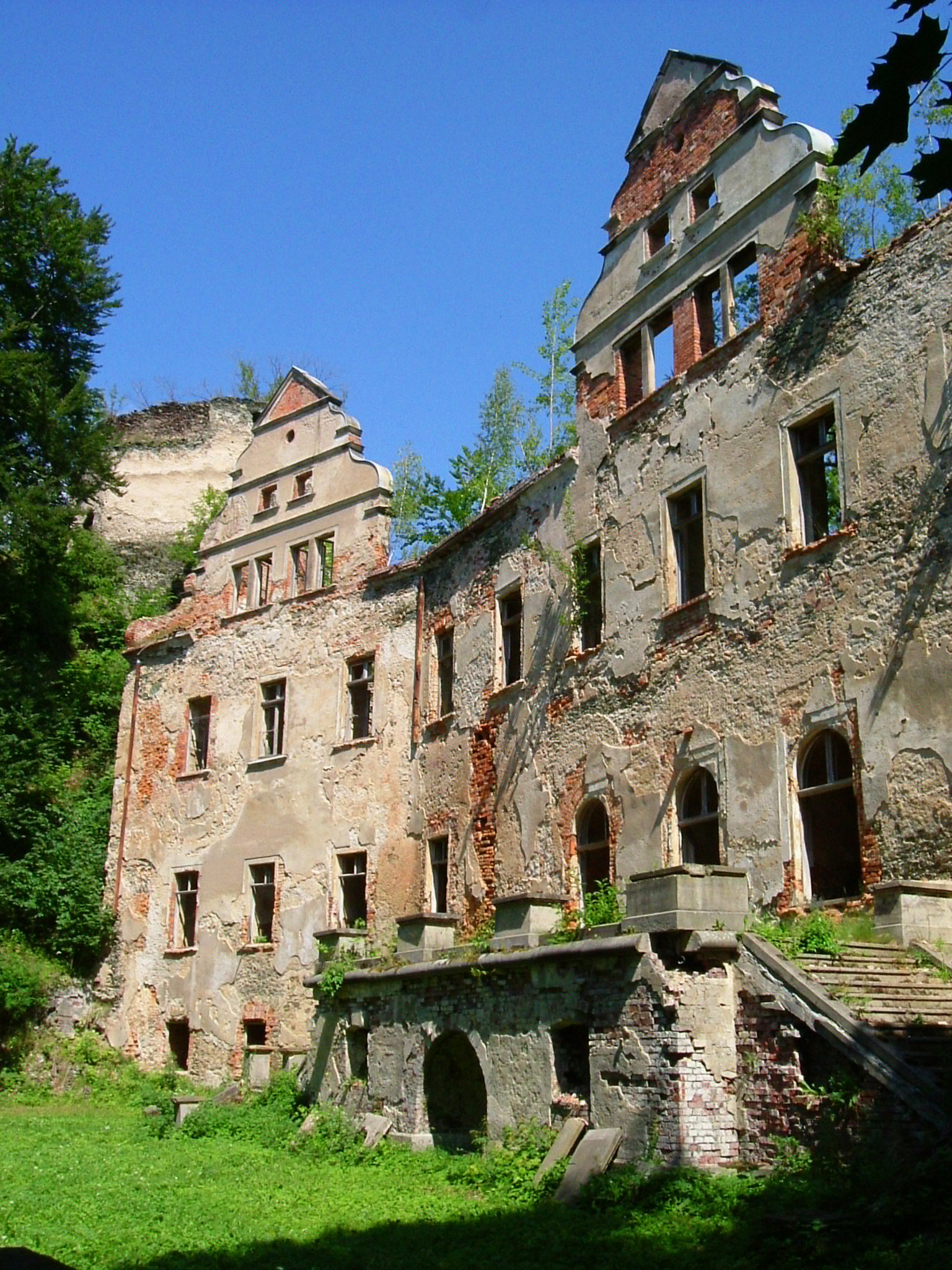
Руїни палацу в Плоніні з південної сторони, на фоні - замкова вежа